# أورغان (تشادغان)
أورغان (بالإنجليزية: Owregan, Isfahan)‏ هي قرية تقع في قسم تشنارود الجنوبي الريفي (مقاطعة تشادغان) في إيران. يقدر عدد سكانها بـ 651 نسمة بحسب إحصاء 2016.